# Mariina skála
Mariina skála (tyska: Marienfels) är en kulle i Tjeckien.   Den ligger i regionen Ústí nad Labem, i den norra delen av landet, 90 km norr om huvudstaden Prag. Toppen på Mariina skála är 428 meter över havet.